# Elżbieta Spratek-Romanowska

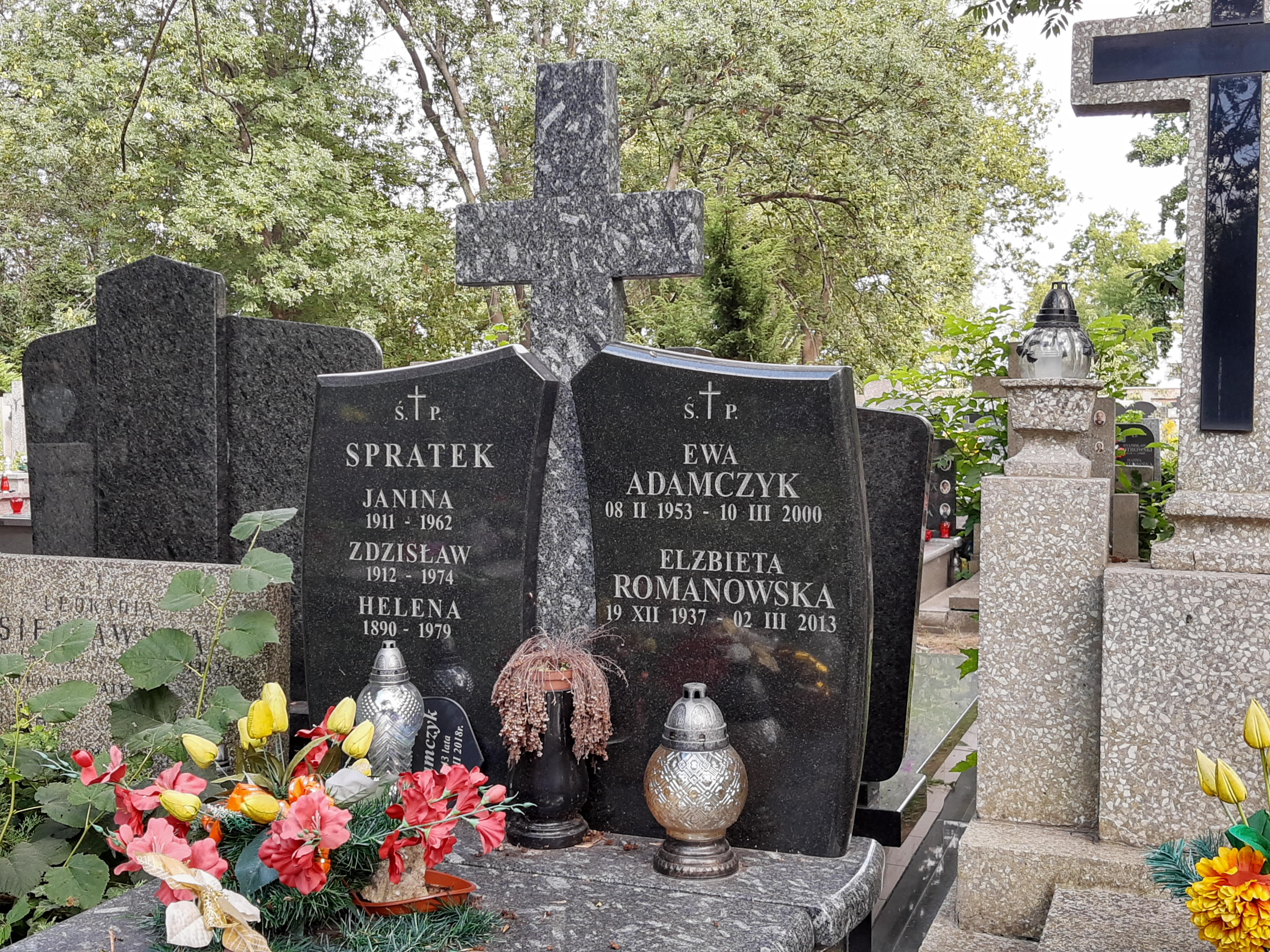
Grób Elżbiety Spratek-Romanowskiej na cmentarzu Bródnowskim

Elżbieta Spratek-Romanowska (ur. 19 grudnia 1937 w Poznaniu, zm. 2 marca 2013 w Warszawie) – polska tancerka baletowa.   
Po II wojnie światowej jej rodzina przeprowadziła się do Warszawy, gdzie Elżbieta Spratek uczęszczała do Państwowej Średniej Szkoły Baletowej, którą ukończyła w 1955. Po otrzymaniu dyplomu zawodowej artystki baletowej otrzymała angaż do Teatru Opery i Baletu w Warszawie, z którym związała całe swoje życie zawodowe. Występowała w przedstawieniach, do których choreografię przygotowywali m.in. Stanisław Miszczyk, Leon Wójcikowski, Ludwik Rene, Emil Chaberski, Włodzimierz Burmejster, Aleksander Tomski, Jerzy Gogół, Alfredo Rodrigues, Wowo Bielicki. W sezonie 1967/1968 występowała gościnnie na scenie Teatru Wielkiego w Łodzi. Po przejściu w stan spoczynku zaangażowała się w działalność na rzecz ZASP, gdzie pełniła funkcję członka zarządu Sekcji Tańca i Baletu.
Została pochowana na cmentarzu Bródnowskim (kwatera 108L-2-25).